# Новорозинский сельсовет
Новорозинский сельсовет, или Ново-Розинский сельсовет — упразднённая административно-территориальная единица (сельсовет) в Купинском районе Новосибирской области РСФСР СССР.

## История
Официальная дата образования сельсовета не установлена. Однако в 1932 году он уже существовал, о чём свидетельствует решение облисполкома от 21 июня, согласно которому в сельсовет из двух других были переданы три острова: Редкий и Тёмный (Яркульский) и Высокая Грива (Чумашинский). По данным 1936 года в состав входили следующие объекты, действовали нижеперечисленные рыболовецкие колхозы: деревня Новорозино (имени Молотова, позднее переименован в «Береговой»), деревня Высокая Грива («Пахарь-рыбак»), населённый пункт Кожурла, острова Редкий («Движение») и Тёмный («Красная звезда»). Помимо вышеуказанных, на территории сельсовета действовала другая инфраструктура: одно предприятие по торговле (сельпо), 3 промышленных организации, пункт для засолки рыбы, отделение Центрального управления по производству спирта. В деревне Высокая Грива и на острове Редкий функционировали заготовительные пункты. В центре АТЕ работала школа 1-й ступени и клубное учреждение (изба-читальня).
В 1938 году встречается упоминание о деревне Колтояк Новорозинского с/с. По состоянию на 1951 год числились поселения Новорозино, Колтояк, Редкое, Тёмное, Кожурла, Высокая Грива. С 1964 года в составе был посёлок Шаитик, ставший административным центром. На 1 января 1968 года входили нынешний (Шаитик) и бывший (Новорозино) центры сельского совета, дер. Кожурла. Исполнительный и распорядительный орган — исполком, представительный — депутатский совет. В 1970 году решением облисполкома Новорозинский сельсовет был упразднён, появился Новониколаевский сельсовет (на сайте последнего указано, что он был объединён с Новорозинским). Новорозино передали в Новониколаевский, Шаитик — в Чаинский сельсоветы, а населённый пункт Кожурла, к тому времени уже прекративший существование, был исключён из учётных данных.